# 栉叶蒿
栉叶蒿（学名：Neopallasia pectinata）为菊科栉叶蒿属的一年生草本植物。分布于远东、俄罗斯、蒙古以及中国大陆的西藏、黑龙江、四川、内蒙古、新疆、云南、山西、甘肃、青海、河北、宁夏、辽宁、陕西、吉林等地，花果期7-9月。生长于海拔200米至4,000米的地区，一般生于荒漠、河谷砾石地或山坡荒地，目前尚未由人工引种栽培。

## 异名
- Neopallasia tibetica Y. R. Ling